# 5 أكتوبر
- السبت
- الأحد
- الاثنين
- الثلاثاء
- الأربعاء
- الخميس
- الجمعة

- 275 ربيع الآخر 1447  هـ
- 286 ربيع الآخر 1447  هـ
- 297 ربيع الآخر 1447  هـ
- 308 ربيع الآخر 1447  هـ
- 19 ربيع الآخر 1447  هـ
- 210 ربيع الآخر 1447  هـ
- 311 ربيع الآخر 1447  هـ
- 412 ربيع الآخر 1447  هـ
- 513 ربيع الآخر 1447  هـ
- 614 ربيع الآخر 1447  هـ
- 715 ربيع الآخر 1447  هـ
- 816 ربيع الآخر 1447  هـ
- 917 ربيع الآخر 1447  هـ
- 1018 ربيع الآخر 1447  هـ
- 1119 ربيع الآخر 1447  هـ
- 1220 ربيع الآخر 1447  هـ
- 1321 ربيع الآخر 1447  هـ
- 1422 ربيع الآخر 1447  هـ
- 1523 ربيع الآخر 1447  هـ
- 1624 ربيع الآخر 1447  هـ
- 1725 ربيع الآخر 1447  هـ
- 1826 ربيع الآخر 1447  هـ
- 1927 ربيع الآخر 1447  هـ
- 2028 ربيع الآخر 1447  هـ
- 2129 ربيع الآخر 1447  هـ
- 2230 ربيع الآخر 1447  هـ
- 231 جمادى الأولى 1447  هـ
- 242 جمادى الأولى 1447  هـ
- 253 جمادى الأولى 1447  هـ
- 264 جمادى الأولى 1447  هـ
- 275 جمادى الأولى 1447  هـ
- 286 جمادى الأولى 1447  هـ
- 297 جمادى الأولى 1447  هـ
- 308 جمادى الأولى 1447  هـ
- 319 جمادى الأولى 1447  هـ

5 أكتوبر أو 5 تشرين الأوَّل أو يوم 5 / 10 (اليوم الخامس من الشهر العاشر) هو اليوم الثامن والسبعين بعد المئتين (278) من السنوات البسيطة، أو التاسع والسبعين بعد المئتين (279) في السنوات الكبيسة، وفقًا للتقويم الميلادي الغربي (الغريغوري). يبقى بعده 87 يومًا على انتهاء السنة.

## أحداث
- 610 - تتويج الإمبراطور البيزنطي هرقل.
- 816 - تتويج الإمبراطور الروماني لويس الأول على يد البابا ستيفان الرابع في رانس.
- 869 - عقد مجمع القسطنطينية الرابع لتحديد ما يجب عمله حيال بطريرك القسطنطينية فوتيوس.
- 1143 - ملك ليون ألفونسو السابع يعترف بالبرتغال مملكةً مستقلة.
- 1550 - تأسيس مدينة كونثبثيون في تشيلي.
- 1582 - بسبب استخدام التقويم الجريجوري فإن هذا اليوم غير موجود في هذا العام في كل من إيطاليا وبولندا والبرتغال وإسبانيا.
- 1665 - تأسيس جامعة كيل.
- 1789 - النساء الفرنسيات يتظاهرن أمام قصر فرساي الملكي للمطالبة بالخبز والغذاء.
- 1857 - تأسيس مدينة آناهايم في مقاطعة أورانج بولاية كاليفورنيا.
- 1864 - إعصار يدمر مدينة كلكتا الهندية.
- 1905 - ويلبر رايت يقطع مسافة 24 ميلًا في 39 دقيقة مستخدمًا طائرته المسماة «رايت فلاير 3»، وهو ما أعتبر رقمًا قياسيًا صمد حتى سنة 1908.
- 1910 - قيام «ثورة 5 أكتوبر» في البرتغال والتي أدت إلى إلغاء الحكم الملكي وأعلنت قيام الجمهورية.
- 1914 - الحرب العالمية الأولى تشهد أول قتال جوي ينتج عنه سقوط ضحايا.
- 1915 - بلغاريا تدخل الحرب العالمية الأولى في صف ما سمي بدول المركز.
- 1944 - فرنسا تمنح النساء حق التصويت.
- 1947 -
  - بث أول خطاب متلفز للرئيس الأمريكي هاري ترومان من البيت الأبيض.
  - تكوين الكومنفورم الشيوعي في بلغراد
- 1948 - زلزال يقتل 110 آلاف شخص في العاصمة التركمانية عشق آباد.
- 1962 - عرض فيلم «دكتور نو»، وهو أول فيلم في سلسلة أفلام جيمس بوند.
- 1964 - عقد مؤتمر القمة العربي الثاني في مدينة الإسكندرية بمصر.
- 1978 - هجرة الإمام الخميني من العراق إلی باريس.
- 1985 - الجندي المصري سليمان خاطر يطلق النار على مجموعة من الإسرائيليين بعد إلقائهم بالعلم المصري على الأرض.
- 1988 - الإعلان عن الدستور البرازيلي الجديد. والتي حصلت منطقتي أمابا ورورايما فيه على وضع ولاية. كما اُستحدِثت ولاية توكانتينس مع اقتطاع جزء من شمالي غوياس.
- 1992 -
  - مصرع 4 جنود إسرائيليين وإصابة 6 آخرين خلال عملية نفذها حزب الله اللبناني في حاصبيا داخل الشريط الحدودي في جنوب لبنان.
  - إجراء أول انتخابات برلمانية لمجلس الأمة الكويتي بعد جلاء القوات العراقية.
- 2000 - مظاهرات عارمة في مدينة بلغراد أدت لاستقالة الرئيس سلوبودان ميلوشيفيتش في اليوم التالي.
- 2003 - أحمد قديروف يتولى رئاسة الشيشان.
- 2004 - لجنة الشؤون الخارجية في مجلس الشورى الإيراني تصادق على مشروع قانون يرغم الحكومة الإيرانية على استئناف تخصيب اليورانيوم.
- 2012 - تنظيم القاعدة في بلاد المغرب الإسلامي يعين الجزائري يحيى أبو الهمام قائدا جديدا لمنطقة الصحراء، بعد مقتل نبيل مخلوفي (أبو علقمة).
- 2013 - القوات الخاصة الأمريكية التابعة للبحرية الأمريكية تلقي القبض على أبي أنس الليبي في طرابلس الغرب، المطلوب من قبل مكتب التحقيقات الفيدرالي منذ سنة 2001.
- 2014 - الجيش الصومالي وقوات الأميسوم يسيطرون على مدينة براوة، آخر ميناء كان خاضعا لتنظيم الشباب.
- 2015 -
  - اثنا عشر دولة من الدُول المُطلَّة على المُحيط الهادئ، والتي يُشكّل ناتجها المحلّي الإجمالي 40% من الناتج العالمي، تصلُ إلى اتفاقيَّة بشأن الشراكة الاقتصادية الإستراتيجية عبر المحيط الهادئ.
  - فوز الإيرلندي وليام كامبل، والصينية تو يويو، والياباني ساتوشي أومورا بجائزة نوبل في الطب لعام 2015 مثالثةً، لاكتشافهم أداة لقتل الطفيليات.
- 2016 -
  - السلطات الإسرائيلية تعتقل ناشطات أسطول الحرية 4 وتقتادهن لميناء أسدود.
  - الإعلان عن فوز جان بيار سوفاج وفريزر ستودارت وبين فيرينغا بجائزة نوبل في الكيمياء لعام 2016 لأعمالهم حول تصميم وتركيب الآلات الجزيئية.
- 2017 - فوز البريطاني من أصل ياباني كازوو إيشيغورو بجائزة نوبل في الأدب لسنة 2017.
- 2018 - الناشطة العراقية اليزيدية نادية مراد تفوز بجائزة نوبل للسلام بالمشاركة مع الطبيب الكونغولي دينيس موكويغي لنشاطهما ضد الاغتصاب والعنف والاستعباد الجنسي كسلاح في الحروب والنزاعات المسلحة.
- 2019 - مقتل حوالي مائة شخص وإصابة الآلاف خلال التظاهرات الشعبية العراقية التي بدأت في 1 أكتوبر 2019، والمتظاهرون يطالبون بمكافحة الفساد ووقف التدخلات الخارجية في الشؤون الداخلية للعراق، ورحيل الحكومة.
- 2020 - منح جائزة نوبل في الطب لكل من تشارلز رايس وهارفي ألتر ومايكل هوتون لاكتشافهم التهاب الكبد سي.
- 2021 - سيوكورو مانابي وكلاوس هاسلمان ينالان جائزة نوبل في الفيزياء، مناصفة مع جورجيو باريزي
- 2022 - فوز كل من كارولين بيرتوزي ومورتن ميلدال وكارل باري شاربلس بجائزة نوبل في الكيمياء لعام 2022.
- 2023 - وقوع هجوم بطائرة مسيرة على الكلية الحربية بحمص استهدف حفلاً لتخريج طلاب ضباط، مما أدى لمقتل حوالي 90 شخصًا، وإصابة حوالي 280 آخرين عدد كبير منهم من المدنيين ذوي الطلاب، والحكومة السورية تعلن الحداد العام.

## مواليد
- 1377 - لويس الثاني دوق أنجو.
- 1713 - دنيس ديدرو، فيلسوف فرنسي.
- 1829 - تشستر آرثر، رئيس الولايات المتحدة.
- 1864 - لوي لوميير، فرنسي من أوائل صناع الأفلام.
- 1879 - بيتون روس، عالم أمراض أمريكي حاصل على جائزة نوبل في الطب عام 1966.
- 1887 - رينيه كاسان، دبلوماسي فرنسي حاصل على جائزة نوبل للسلام عام 1968.
- 1907 - جان-لويس لويس فنان فرنسي.
- 1922 - جوك ستين، لاعب ومدرب كرة قدم اسكتلندي.
- 1925 - إميليانو أغويري، إحاثي إسبانيّ.
- 1929 - ريشارد جوردن، رائد فضاء أمريكي.
- 1930 - رينهارد سولتن، اقتصادي ألماني حاصل على جائزة نوبل في العلوم الاقتصادية عام 1994.
- 1936 - فاتسلاف هافيل، رئيس التشيك الأول.
- 1945 - سامية شكري، ممثلة مصرية.
- 1951 - كارين ألين، ممثلة أمريكية.
- 1952 -
  - واندرلي لكسومبورغو، لاعب ومدرب كرة قدم برازيلي.
  - كليف باركر، كاتب إنجليزي.
- 1957 - بيرني ماك، ممثل أمريكي.
- 1960 - كاريكا، لاعب كرة قدم برازيلي.
- 1965 - تاريه هاوغه، حكم كرة قدم نرويجي.
- 1967 - غاي بيرس، ممثل إنجليزي.
- 1975 -
  - كيت وينسليت، ممثلة إنجليزية.
  - بوبو بالدي، لاعب كرة قدم غيني.
- 1976 -
  - رمضان قديروف، رئيس الشيشان.
  - ندى فاضل، إعلامية لبنانية.
- 1977 - كونستانتين زيريانوف، لاعب كرة قدم روسي.
- 1979 -
  - ماهر عصام، ممثل مصري.
  - فينشينسو غريلا، لاعب كرة قدم أسترالي.
- 1981 - بشرى، ممثلة مصرية.
- 1984 - كينواين جونز، لاعب كرة قدم ترينيدادي.
- 1986 - حمد العنزي، لاعب كرة قدم كويتي.
- 1987 -
  - كيفن ميرالاس، لاعب كرة قدم بلجيكي.
  - تيم ريم، لاعب كرة قدم أمريكي.
  - لويجي فيتالي، لاعب كرة قدم إيطالي.
- 1988 - نينا مغربي، ممثلة مغربية.

## وفيات
- 578 - جستين الثاني، إمبراطور الإمبراطورية البيزنطية.
- 1056 - هنري الثالث، إمبراطور الرومانية المقدسة.
- 1214 - الملك ألفونسو الثامن، ملك قشتالة.
- 1660 - أيوب الخلوتي، متصوف ومصنف وشاعر شامي عثماني.
- 1805 - تشارلز كورنواليس، عسكري بريطاني.
- 1841 - جوزيف أنطون لوبيز، كاهن وأكاديمي مكسيكي
- 1918 - رولان غاروس، طيار فرنسي.
- 1925 - صالح قنباز، طبيب وشاعر سوري.
- 1949 - محمد حامد السقاف، قيه شافعي حضرمي يمني.
- 1976 - لارس أونساغر، عالم كيمياء نرويجي حاصل على جائزة نوبل في الكيمياء عام 1968.
- 1997 - ماري باي باي، ممثلة مصرية.
- 2003 - بكر الشدي، ممثل سعودي.
- 2004 - موريس ويلكنز، عالم فيزياء نيوزيلندي حاصل على جائزة نوبل في الطب عام 1962.
- 2010 - برنارد كلافيل، صحفي وكاتب فرنسي.
- 2011 - ستيف جوبز، المؤسس والمدير التنفيذي السابق لشركة أبل.
- 2012 - سليمان العيسى، مذيع سعودي.
- 2014 - أندريا دي سيساريس، سائق فورمولا 1 إيطالي.
- 2015 - شانتال أكرمان، ممثلة ومخرجة ومنتجة فرنسية بلجيكية.
- 2015 - هينينغ مانكل، روائي وكاتب مسرحي سويدي.
- 2019 - سليمان الحكيم، كاتب وصحفي مصري.
- 2024 -
  - بدر الدجى تشودري، رئيس بنغلاديش.
  - نعيمة المشرقي، ممثلة مغربية.

## أعياد ومناسبات
- يوم المعلم العالمي.
- عيد الجمهورية في البرتغال.
- عيد القوات المسلحة في إندونيسيا.

## وصلات خارجية
- وكالة الأنباء القطريَّة: حدث في مثل هذا اليوم.
- أرشيف مصر: حدث في مثل هذا اليوم.
- BBC: حدث في مثل هذا اليوم.